# Бободжанов, Ином
Ином Бободжанов — советский и таджикский физик, специалист по ядерной физике. Кандидат физико-математических наук, ведущий научный сотрудник Физико-технического НИИ АН Республики Таджикистан.

## Биография
Бободжанов Ином родился 23 февраля 1935 года в городе Ура-Тюбе (ныне г. Истаравшан). В 1953 поступил на физико- математический факультет Таджикского государственного университета им. В. И. Ленина. В 1957 году был направлен в Научно-исследовательский институт физики Ленинградского государственного университета для прохождения производственной практики в лабораторию профессора С. Э. Фриша.
После окончания Университета, в 1958 году, его зачислили на работу в качестве старшего лаборанта на кафедру экспериментальной физикиТаджикского государственного университета. В связи с тем, что в Университете ещё не была сформирована кафедра ядерной физики ему предложили пройти стажировку на кафедре ядерной физики в Казахском государственном университете, в г. Алма-Ата под руководством профессора В. В. Чердынцева. После истечения срока стажировки и возвращения в г. Душанбе, в 1959 году И. Бободжанов перешёл на работу в Отдел физики и математики, при Президиуме Академии наук Таджикской ССР и вновь был направлен на продолжение стажировки в г. Алма-Ата. В 1960 году после окончания срока стажировки, поступил в аспирантуру Академии наук Таджикской ССР и продолжил начатые исследования под руководством профессора В. В. Чердынцева. В 1960 году И. Бободжанов организовал физическую экспедицию на Памир, на высоту 3860 м над уровнем моря в Мургабский район Горно-Бадахшанской автономной области для выполнения совместных работ с физиками Таджикского государственного университета. Начиная с 1960 года по сегодняшний день И. Бободжанов работает в Физико-nехническом НИИ АН Республики Таджикистан. В настоящее время Ином Бободжанов возглавляет Международный Центр ядерно-физических исследований физико-технического института им. С. У. Умарова АН Республики Таджикистан.

## Научная деятельность

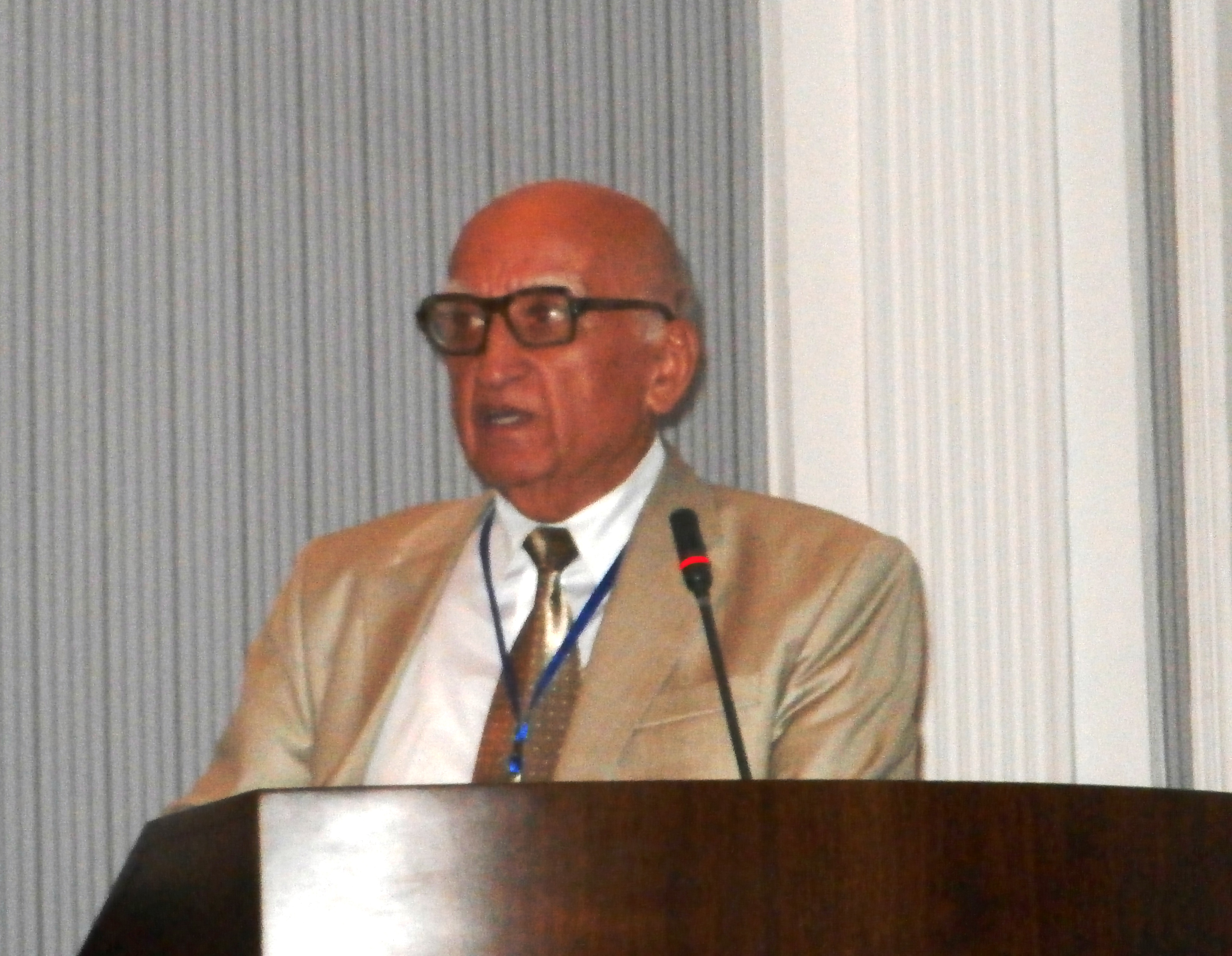
Ином Бободжанов (физик)

Первая научная работа И. Бободжанова была опубликована в журнале «Известия АН Таджикской ССР» в 1962 году совместно с Л. Л. Кашкаровым и В. М. Иваненко. Молодой учёный впервые получил результаты множественности образования нейтронов в мю-захвате ядрами меди, цинка и сурьмы. Эти результаты приведены в книге С. Хаякава — Лауреата Нобелевской премии. Физика космических лучей, часть 1. Ядерно-физический аспект, с. 482.
Кандидатскую диссертацию на тему: «Образование нейтронов в мю-захвате» И. Бободжанов защитил в 1972 году в Объединённом институте ядерных исследований в г. Дубна.
Бюро отделения ядерной физики АН СССР, руководимое Академиком М. А. Марковым, на своём заседании в 1975 году указало на необходимость срочной организации работ по поиску новых частиц в ядерных эмульсиях. И. Бободжанов среагировал на обращение отделения ядерной физики АН СССР и заключил договор, с Лабораторией высоких энергий Объединённом институте ядерных исследований в г. Дубна, руководимой академиком А. М. Балдиным, по теме: «Поиск новых короткоживущих частиц и исследованию их свойств». Первые совместные результаты были опубликованы совместно с сотрудниками профессора К. Д. Толстова в журнале «Письма ЖЭТФ» в 1977 году.
И. Бободжанов и В. М. Николаев участвовали в совместном запуске баллонных экспериментов (запуск аэростатов) на стратосферные высоты (5÷10 г/см2) в поселке Ключи Камчатской области в 1976 году.

## Эксперимент «Памир»

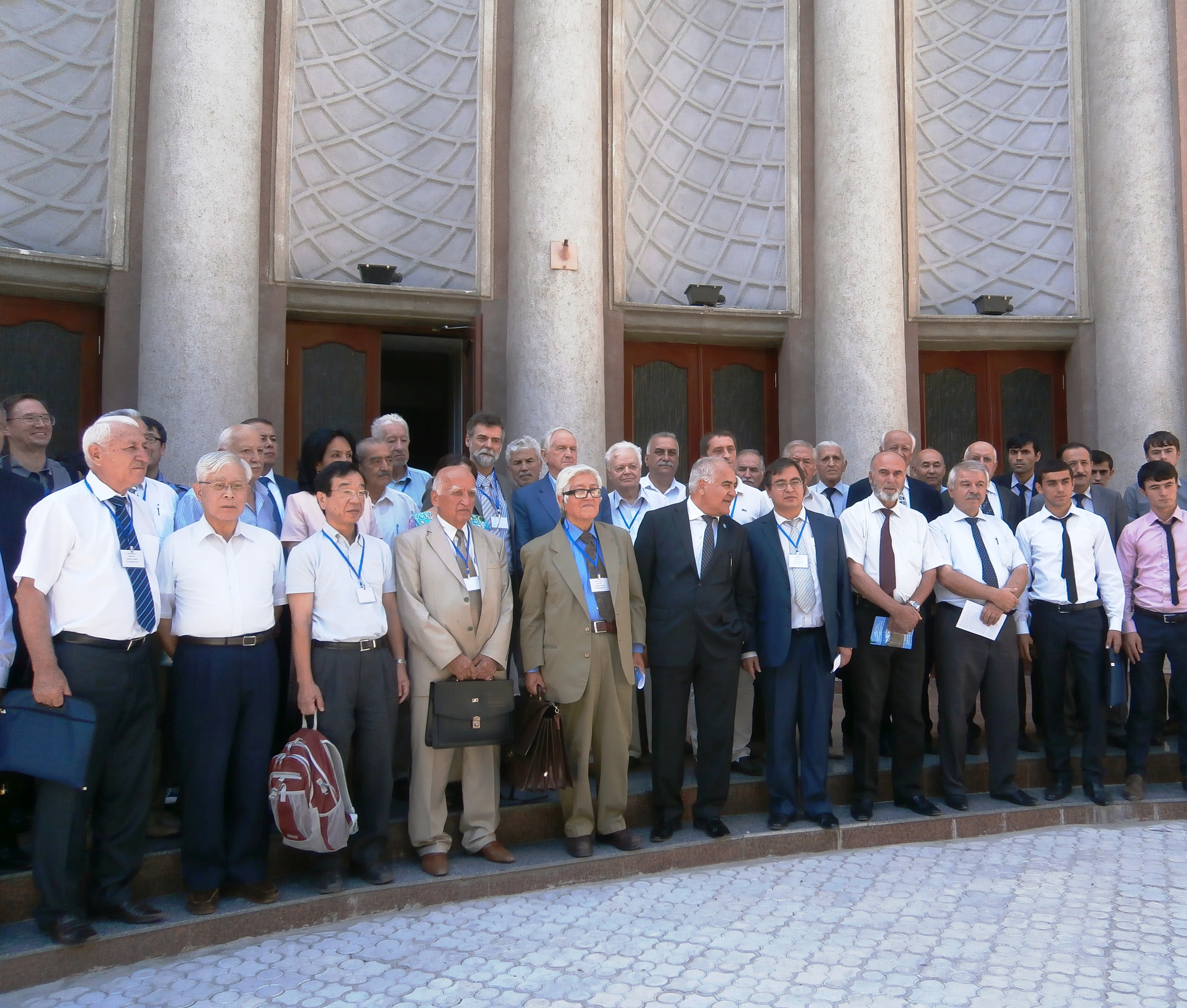
Конференция физиков в АН РТ

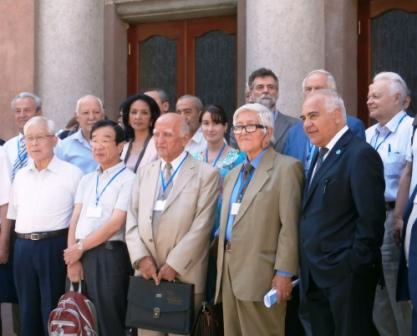
Учёные АН РТ (в центре И. Бободжанов)

И.Бободжанов является одним из основателей эксперимента «Памир». В 1971 году И. Бободжанов организовал поисковую экспедицию для выбора площадки для монтажа методической камеры и после длительного поиска было выбрано место перед перевалом Ак-Архар (высота 4400÷4900 м над ур. моря). В этом же году совместно с ФИ АН СССР впервые на высоте 4400 м над ур. м. в суровых климатических условиях были смонтированы методические камеры «Памир-20-71» и «Памир-120-72», предназначенные для изучения возможностей регистрации адронной компоненты космических лучей. Анализ экспериментальных результатов показал, что рентгеновская плёнка отечественного производства выдерживает годовую экспозицию при резком изменении температуры воздуха и качество её соответствует физическим требованиям, предъявляемым к крупномасштабным рентген эмульсионным камерам (РЭК). При активном участии И. Бободжанова в 1973—1975 годы были собраны крупномасштабные РЭК «Памир-73/74», «Памир-74/75» и наконец проектная камера «Памир-75/76» площадью 1000 м2, для исследования ядерных взаимодействий при энергиях 1015—1017 эВ. За вышеуказанный вклад в эксперименте «Памир» он был включён в состав коллектива авторов на выдвижение государственной премии в 1988 году за цикл работ: «Разработка метода больших рентген-эмульсионных камер и его применение к исследованиям частиц сверхвысоких энергий в космических лучах» опубликованных в 1966—1986 годах. И. Бободжанов — является основателем направления исследования физики космических лучей в Таджикистане. Начатое ими дело в настоящее время переросло в Международный научно-исследовательский центр «Памир-Чакалтай». В 1974 и 1981 годах по инициативе И. Бободжанова в г. Душанбе было организовано Международное рабочее совещание по эксперименту «Памир». В настоящее время эксперимент «Памир» получил широкое признание среди физиков всего мира. Научные эксперименты таджикского ученого впоследствии заинтересовали и его зарубежных коллег из Японии. И. Бободжанов в 1994 году совместно с японскими физиками из Института космических исследований г. Токио обработал супер семейство «Таджикистан» с энергией взаимодействия частиц космических лучей 1018 эВ. Это наибольшая энергия взаимодействия частиц, из всех зарегистрированных в XX веке, в мировой практике, с использованием больших рентген-эмульсионных камер.

## Участие в конференциях
И. Бободжанов с результатами научных исследований неоднократно выступал на Международных конференциях, симпозиумах, семинарах и на рабочих совещаниях в Москве, Дубне, Тбилиси, Ташкенте, Якутске,Самарканде, Польше, Болгарии, Японии и др. странах.
В 1980 году по инициативе И. Бободжанова и чл.-корр. АН СССР Мещерякова в г. Душанбе был организован 1-й Всесоюзный семинар по автоматизации научных исследований в ядерной физике и смежных областях.
О возможности использования результатов полного разрушения тяжёлых ядер в электроядерном способе получения атомной энергии было доложено на конференции посвящённой 70-летию Академика А. А. Адхамова в 1998 году.
Он был членом научного Совета по комплексной проблеме «космические лучи» при АН СССР, являлся членом Комитета по эксперименту «Памир», активным участником фотоэмульсионного Комитета ОИЯИ г. Дубна.
Более 10 лет был председателем бюро первичной организации общества «Знание» в АН. Длительное время был заместителем Председателя Научно-методического Совета республиканского общества «Знание» по распространению достижений физико-математических наук среди населения. Неоднократно представлял на различных Всесоюзных совещаниях в г. Дубна, Новосибирск, Кишинёв и др. республиканское общество «Знание» в области физики, математики и астрономии.

## Научные труды
- I.B.Bobodzhanov et al. Pamir collaboration. Fizika. Nauki Matematyczno Przyrodnice. Zeszyt 60, Lodz, 1977
- I.B.Bobodzhanov et al. Pamir Collaboration, Mt. Fuji Collaboration Chacaltaya Collaboration Nuclear interactions of super high energy cosmic-rays observed by mountain emulsion chambers. Febraury 20, 1981. ICRR, University of Tokyo, Tanoshi,Japan, Tokyo. (ICR-Report-86-81-2)
- И. Бободжанов, В. М. Николаев. Эксперимент «Памир». — Душанбе. 1983.
- И. Б. Бободжанов и др. (Сотрудничество «Памир») Взаимодействия адронов космических лучей сверхвысоких энергий (эксперимент «Памир»). //Труды Ордена Ленина физического института им. П. Н. Лебедева Академии Наук СССР. Изд-во «Наука». — Москва, 1984, т.154
- I.B.Bobodzhanov et al. Super-high energy cosmic-ray interactions observed in emulsion chambers at Pamir and Mt.Chacaltaya. ICRR, University of Tokyo. Tanashi, Tokyo 188, Japan, December 10, 1986. (ICR-Report-146-86-8)
- И. Б. Бободжанов и др. (Сотрудничество «Памир»). Новый подход к анализу пространственно-энергетических характеристик гамма-семейств в эксперименте «Памир» // Вопросы атомной науки и техники серия: Техника физического эксперимента. Выпуск 3 (38). — Ереван. 1988, с. 3-34
- Inom B.Bobodzhanov et al. Collaboration of Experiment «Pamir». Bulletin Dela Societe des sciences et des letters de Lodz serie: recherches sur les deformations. Vol. XII. Numerous III-120. Lodz, 1992
- И. Бободжанов. История эксперимента «Памир». — Душанбе, «Дониш», 2008.
- И. Бободжанов. Эксперимент «Памир». Душанбе, «Дониш», 2008.
- И. Бободжанов, А. А. Джураев. Мюоны, ядра, вещество. — Душанбе, «Матбуот», 2009.
- И. Бободжанов. История исследования взаимодействий космических лучей с ядрами на Памире. — Душанбе. 2010.
- И. Бободжанов. Взаимодействия адронов и ядер высоких энергий (Сотрудничество Дубна-Душанбе). — Душанбе. 2012.
- Ядерная физика в Академии наук Республики Таджикистан. Под общей редакцией: Д. А. Абдушукурова и И. Бободжанова. — Душанбе, 2013.
- И. Бободжанов. Физика космический лучей и эксперимент «Памир». Издательский дом "«Ламберт», Германия, ISBN 978-3-659-16330-2. 2014.
- И. Бободжанов, Я. Ш. Самарканди. История кафедры ядерной физики Таджикиского националного университета (на таджикском языке). Душанбе, 2014.
- И. Бободжанов. Взаимодействия адронов и ядер космических лучей сверхвысоких энергий (Эксперимент «Памир»), «ЭР-граф», Душанбе, 2017.

## Награды
Плодотворная научная деятельность И. Бободжанова отмечена:
— медалью «За доблестный труд» в честь ознаменования 100-летия со дня
рождения В. И. Ленина (1970 год);
— медалью «Ветеран труда» (1988 год);
— знаком «Победитель Социалистического соревнования» (1977 год);
— значком Правления Всесоюзного общества «Знание» «За активную
работу» (1984 год);
— многочисленными грамотами Президиума Академии наук Республики Таджикистан и Всесоюзного общества «Знание».

## Публикации о Бободжанове
Ином Бободжанов : [к 75-летию со дня рождения] / Сост.: Н. Т. Буриев ; Отв. ред.: Д. А. Абдушукуров. — Душанбе : Б.и., 2010. — 52 с. : ил. — Науч. труды И. Бободжанова: с.15-30. — В надзаг.: Физико-техн. ин-т им. С. У. Умарова АН Респ. Таджикистан. Междунар. центр ядерно-физич. исследований. [128273 С3г Б-723]